# کرامب کردیفولیا
کرامب کردیفولیا (نام علمی: Crambe cordifolia) نام یک گونه از تیره شب‌بویان است.